# واریاپولا
واریاپولا (به لاتین: Wariyapola) یک منطقهٔ مسکونی در سری‌لانکا است که در ناحیه کورونیگالا واقع شده‌است. واریاپولا ۹۴ متر بالاتر از سطح دریا واقع شده‌است.